# Shoichi Sugita
Shoichi Sugita (杉田庄一), né en 1924 dans la préfecture de Niigata et mort au combat le 15 avril 1945, est un as de l'aviation japonais de la Seconde Guerre mondiale.
Crédité généralement de 70 victoires individuelles et de 40 victoires en collaboration, il a fait partie du 343 kōkūtai.